# Kamæleonen
Kamæleonen (Chamaeleon) er et stjernebillede på den sydlige himmelkugle.